# A zori zdes tikhije
A zori zdes tikhije (russisk: А зори здесь тихие) er en sovjetisk spillefilm fra 1972 af Stanislav Rostotskij.

## Medvirkende
- Andrej Martynov som Vaskov
- Jelena Drapeko som Lisa Britjkina
- Jekaterina Markova som Galja Tjetvertak
- Olga Ostroumova som Zjenja Komelkova
- Irina Sjevtjuk som Rita Osjanina